# 科爾比馬里鄉
44°33′N 25°30′E / 44.550°N 25.500°E
科爾比馬里鄉（羅馬尼亞語：Comuna Corbii Mari, Dâmbovița），是羅馬尼亞的鄉份，位於該國南部，由登博維察縣負責管轄，面積106平方公里，海拔高度146米，2007年人口8,337，人口密度每平方公里79人。